# Battipaglia
Battipaglia is een gemeente in de Italiaanse provincie Salerno (regio Campanië) en telt 50.958 inwoners (31-12-2004). De oppervlakte bedraagt 56,5 km², de bevolkingsdichtheid is 894 inwoners per km².
De volgende frazioni maken deel uit van de gemeente: Belvedere.

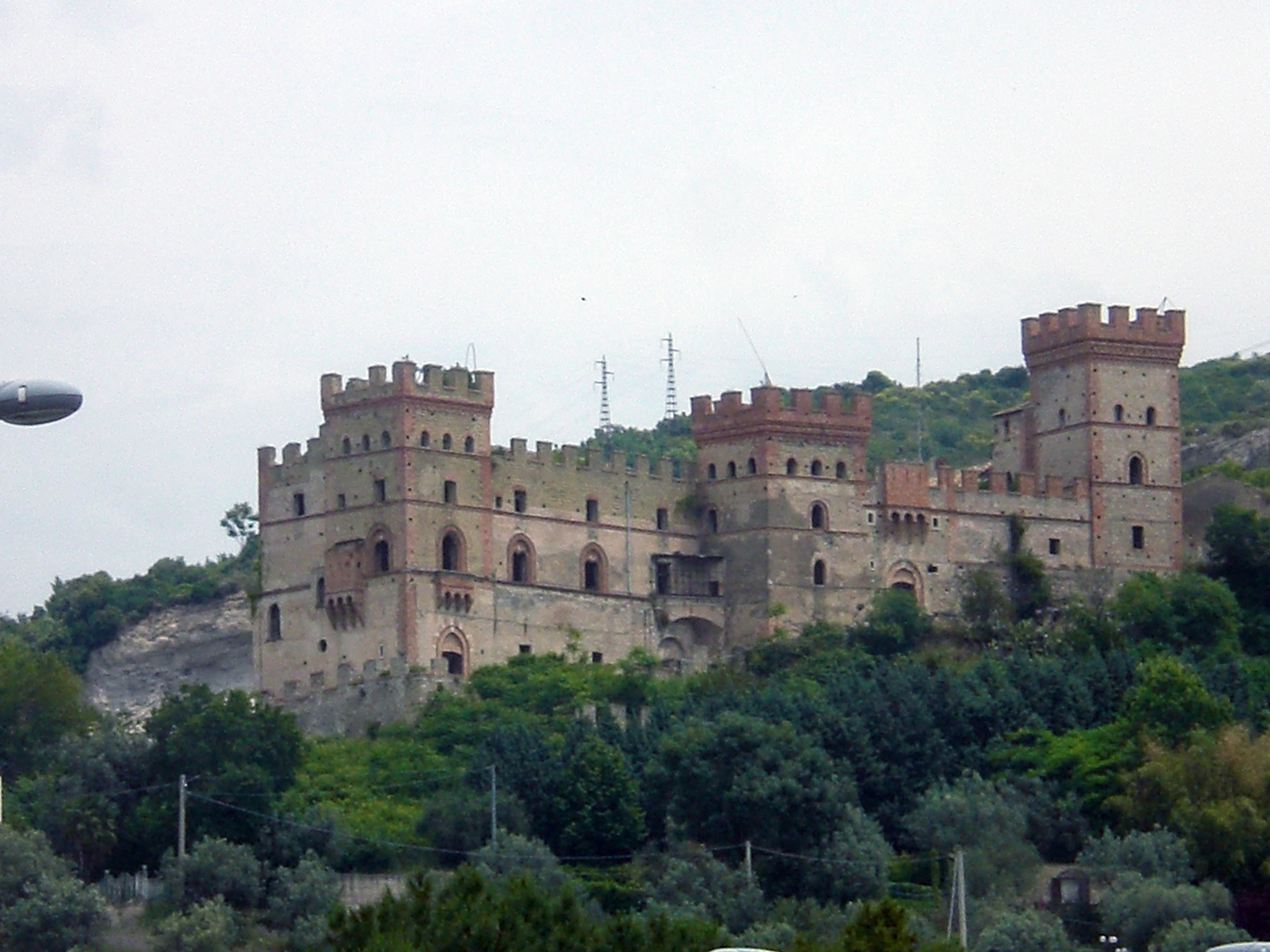
Kasteel bij Battipaglia
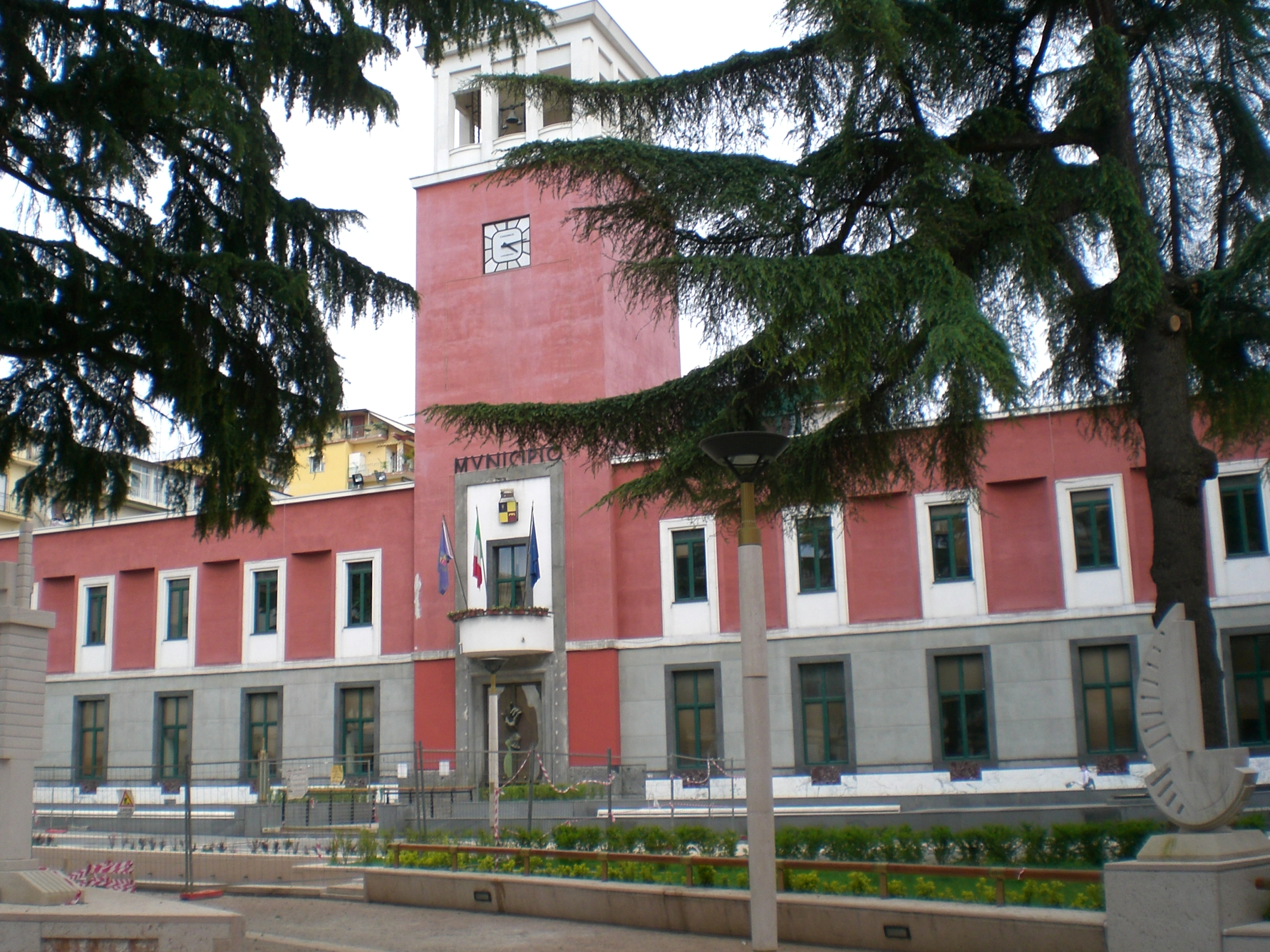
Gemeentehuis

## Demografie
Battipaglia telt ongeveer 17279 huishoudens. Het aantal inwoners steeg in de periode 1991-2001 met 6,8% volgens cijfers uit de tienjaarlijkse volkstellingen van ISTAT.
| Jaar | Inwoneraantal |
| ---- | ------------- |
| 1991 | 47.139        |
| 2001 | 50.359        |

## Geografie
Battipaglia grenst aan de volgende gemeenten: Bellizzi, Eboli, Montecorvino Rovella, Olevano sul Tusciano, Pontecagnano Faiano.